# Хашупса
Хашупса или Хашпсы (абх. Ҳашҧсы, груз. ხაშუფსე) — село в Абхазии, в Гагрском районе частично признанной Республики Абхазия, согласно административному делению Грузии — в Гагрском муниципалитете Абхазской Автономной Республики. Высота над уровнем моря составляет 80 метров.

## Население
По данным 1959 года в селе Хашупса жило 303 человека, в основном армяне (в Хашупском сельсовете всего 975 человек, большинство из которых составляют армяне). В 1989 году в селе проживало 217 человек, также в основном армяне.
По данным переписи 2011 года численность населения сельского поселения (сельской администрации) Хашпсы составила 271 житель, из них 266 человек — армяне (98,2 %), 3 человека — русские (1,1 %), 1 человек — украинец (0,4 %), 1 человек — грек (0,4 %).